# Нојкирхен (Ерцгебирге)
Нојкирхен (њем. Neukirchen/Erzgeb.) општина је у њемачкој савезној држави Саксонија. Једно је од 69 општинских средишта округа Ерцгебирге. Према процјени из 2010. у општини је живјело 7.087 становника. Посједује регионалну шифру (AGS) 14521410.

## Географски и демографски подаци
Нојкирхен се налази у савезној држави Саксонија у округу Ерцгебирге. Општина се налази на надморској висини од 350 метара. Површина општине износи 20,1 km². У самом мјесту је, према процјени из 2010. године, живјело 7.087 становника. Просјечна густина становништва износи 352 становника/km².